# Inside Out (band)
Inside Out was een hardcore punkband uit Huntington Beach, Californië. De band bestond van 1988 tot 1991 en kreeg later bekendheid als de eerste band van Rage Against the Machine-zanger Zack de la Rocha. Inside Outs enige album is de ep No Spiritual Surrender uit 1990. Een jaar later viel de band uiteen door het vertrek van gitarist Vic DiCara.

## Biografie
De la Rocha, die als gitarist fungeerde in de band Hardstance, richtte in augustus 1988 Inside Out op omdat hij liever zanger wilde zijn. Hardstance's gitarist Rob Hayworth, bassist Sterling Wilson en Vadim als drummer vormden met De la Rocha de band. Samen schreven ze enkele nummers en speelden ze een paar shows. Het publiek was echter niet enthousiast en de band werd tijdelijk stopgezet.
In mid-1989 verhuisde gitarist Vic DiCara naar Zuid-Californië. Via Alex Barreto kwam hij in contact met De la Rocha. DiCara en Barreto kwamen op het idee om met De la Rocha en Wilson verder te gaan als Inside Out. De chemie tussen de vier leden was goed en ze gingen hun eerste concert spelen in Spanky's Cafe, een restaurant in Riverside. Even later stapte Sterling vanwege personele problemen uit de band. Hij werd vervangen door Mark Hayworth, de broer van Rob. Ook Barreto vertrok vanwege vergelijkbare problemen en werd vervangen door Chris Bratton.
In 1990 nam de band zes nummers op, die samen de ep No Spiritual Surrender vormden. Deze plaat werd een jaar later uitgebracht. Er volgde een Amerikaanse toer met Shelter en Quicksand. Ondertussen raakte DiCara steeds meer geïnteresseerd in zaken rondom spiritualiteit. Hij kwam in contact met Shelter-leadzanger Ray Cappo, die dezelfde interesses had. Cappo overtuigde DiCara ervan om in zijn band te komen spelen. De la Rocha en Hayworth probeerden de band bij elkaar te houden en schreven nog enkele nummers (waarvan een genaamd Rage Against the Machine) maar de band viel in augustus 1991 uiteen.
De la Rocha wierf later bekendheid als zanger van Rage Against the Machine. Alex Barreto speelde later nog in Ignite en Alien Ant Farm.

## Bandleden
- Zack de la Rocha (zang) 1988-1991
- Rob Hayworth (gitaar) 1988
- Vic DiCara (gitaar) 1989-1991
- Sterling Wilson (basgitaar) 1988-1989
- Mark Hayworth (basgitaar) 1989-1991
- Vadim (drums) 1988
- Alex Barreto (drums) 1989
- Chris Bratton (drums) 1989-1991

## Discografie
- No Spiritual Surrender (1990)